# Edsby slott och Ljungbacka
Edsby slott och Ljungbacka är en av SCB avgränsad och namnsatt före detta småort i Upplands Väsby kommun i Stockholms län. Orten är belägen cirka 3 kilometer väster om Upplands Väsby, direkt väster om Harva. 2015 hade folkmängden i området sjunkit till under 50 personer och småorten upplöstes.
SCB definierade Edsby slott och Ljungbacka som en småort 2010. Strax söder om småorten ligger Eds kyrka och Edsby slott.